# Usteria
Usteria é um género botânico pertencente à família Loganiaceae.

## Espécies
- Usteria antirrhiniflora
- Usteria disperma
- Usteria guianensis
- Usteria guieensis

1. ↑  «Usteria — World Flora Online». www.worldfloraonline.org. Consultado em 19 de agosto de 2020